# Conistra rubetra
Conistra rubetra là một loài bướm đêm trong họ Noctuidae.